# 폴리비오스 암호
폴리비오스의 암호표는 고대 그리스의 역사가인 폴리비오스에 의해서 발명된 치환 암호의 일종이다.

## 암호표

### 기본형
처음 사용된 문자는 그리스 문자였지만, 그리스 문자 외에도 사용 가능하다. 

### 로마자 알파벳
로마자 알파벳으로 보면
|   | 1 | 2 | 3 | 4   | 5 |
| - | - | - | - | --- | - |
| 1 | A | B | C | D   | E |
| 2 | F | G | H | I/J | K |
| 3 | L | M | N | O   | P |
| 4 | Q | R | S | T   | U |
| 5 | V | W | X | Y   | Z |

위와 같이 표현할 수 있다. 그 중 "Jang"를 암호화 시키면, "24 11 33 22"가 된다.

### 한글
한글로 보면
|   | 1  | 2  | 3  | 4  | 5     |
| - | -- | -- | -- | -- | ----- |
| 1 | ㄱ | ㄴ | ㄷ | ㄹ | ㅁ    |
| 2 | ㅂ | ㅅ | ㅇ | ㅈ | ㅊ    |
| 3 | ㅋ | ㅌ | ㅍ | ㅎ | ㅏ    |
| 4 | ㅑ | ㅓ | ㅕ | ㅗ | ㅛ    |
| 5 | ㅜ | ㅠ | ㅡ | ㅣ | ㅐ/ㅔ |

위와 같이 표현할 수 있다. 그 중 "장"을 암호화 시키면, " 24 35 23"가 된다.

## 같이 보기
- 광 통신